# Ку Джа Чхоль
Ку Джа Чхоль  (кор. 구 자철, 27 лютого 1989) — південнокорейський футболіст, півзахисник клубу «Аугсбург» та національної збірної Південної Кореї.

## Клубна кар'єра
2007 року на драфті був обраний клубом клубу «Чеджу Юнайтед», де в перші два сезони не був основним гравцем. З сезону 2009 року став стабільно грати, здебільшого як опорний півзахисник. Він провів чудовий сезон 2010 року, зайнявши з командою історичне друге місце. Його внесок також дозволив Ку отримати нагороду найкращого асистента чемпіонату і був включений в символічну збірну турніру. Загалом за чотири сезони у клубі Ку взяв участь у 70 матчах чемпіонату. 
31 січня 2011 року Ку перейшов у німецький «Вольфсбург». Втім у новій команді не зміг стати основним гравцем, через що через рік, 31 січня 2012 року, на правах оренди перейшов у«Аугсбург», де провів наступні півтора року і в обох сезонах допомагав клубу зберегти прописку в Бундеслізі.
Влітку 2013 року Ку повернувся до «Вольфсбурга», але знову не зміг закріпитись у команді, тому 18 січня 2014 року перейшов в «Майнц 05», підписавши контракт до 2018 року. У новій команді провів півтора року.
31 серпня 2015 року Ку повернувся до «Аугсбурга». 5 березня 2016 року кореєць став автором першого хет-трику в історії «Аугсбурга» в Бундеслізі, забивши до 57 хвилини три голи у зустрічі проти клубу «Баєр 04» (3:3). Станом на 12 червня 2018 року відіграв за аугсбурзький клуб 78 матчів в національному чемпіонаті.

## Виступи за збірні
2009 року залучався до складу молодіжної збірної Південної Кореї і був капітаном збірної U-20 на чемпіонаті світу серед молоді в Єгипті, дійшовши з командою до чвертьфіналу.
17 лютого 2008 року дебютував в офіційних матчах у складі національної збірної Південної Кореї в матчі чемпіонату Східної Азії проти збірної Китаю (3:1). Зігравши і у останній грі проти Японії (1:1) Ку виграв з командою золоті медалі турніру. Через два роки на чемпіонаті Східної Азії 2010 року завоював срібну медаль.
Наступного року був включений до складу команди на Кубок Азії 2011 року у Катарі, де став найкращим бомбардиром турніру з п'ятьма голами та трьома асистами, а команда здобула бронзові нагороди. 
Наступного року в складі олімпійської збірної Південної Кореї брав участь у олімпійському футбольному турнірі 2012 року, де зіграв всі 6 матчів і завоював разом із командою бронзові медалі. На турнірі Ку забив другий гол під час матчу за 3-тє місце з Японією, забезпечивши Кореї перемогу 2:0. Південнокорейська команда вперше виграла бронзову медаль у футболі в історії Олімпіад, і, таким чином, стала другою азійською командою в чоловічому олімпійському футболі, що досягла півфіналу.
Як капітан на Ку Джа Чхоль відправився на чемпіонат світу 2014 року у Бразилії, відігравши всі три матчі, а у грі проти Алжиру забив гол, втім його команда поступилась 2:4 і не вийшла з групи. Наступного року поїхав на Кубок Азії 2015 року в Австралії, де зіграв вирішальну роль у першому матчі Південної Кореї, допомігши здобути перемогу своїй команді над Оманом з рахунком 1:0, і був названий людиною матчу. У матчі третього туру з Австралією (1:0) Джа Чхоль зазнав травми і пропустив решту турніру, в якому якого команда стала срібним призером.
Згодом у складі збірної був учасником чемпіонату світу 2018 року у Росії.

## Титули і досягнення
- Переможець Кубка Східної Азії: 2008
- Бронзовий призер Азійських ігор: 2010
- Бронзовий олімпійський призер: 2012
- Срібний призер Кубка Азії: 2015
- Бронзовий призер Кубка Азії: 2011